# Eddy Schurer
Eddy Schurer (Bakkeveen, 12 september 1964) is een Nederlandse voormalig wielrenner die vrijwel zijn hele carrière voor de TVM-formatie reed. Zijn laatste profjaar reed hij voor Novemail-Histor onder leiding van Peter Post.

## Palmares
1988
- 1e koppeltijdrit Kerkdriel met Anthony Theus

1989
- 1e - Grand Prix de la Libération, Eindhoven (ploegentijdrit)
- 2e - Omloop van het Leiedal
- 3e - Ronde van Nederland
- 3e - Ronde van Luxemburg
- 132e - Tour de France

1990
- winnaar 6e etappe Ronde van Nederland te Gulpen
- winnaar 2e etappe Ronde van Luxemburg te Dippach
- 3e - Ronde van de Oise
- 4e - Kuurne-Brussel-Kuurne

1991
- winnaar 5e etappe Ronde van Nederland te Gulpen
- winnaar 4e etappe Ronde van Luxemburg te Bertrange
- 3e - Ronde van Nederland
- 152e - Tour de France

1992
- winnaar 1e etappe Hofbrau Cup

1993
- winnaar 6e etappe Vierdaagse van Duinkerke te Duinkerke
- 3e - Grote Prijs Rik Van Steenbergen, Aartselaar

## Resultaten in voornaamste wedstrijden
| Jaar | Ronde van Italië | Ronde van Frankrijk | Ronde van Spanje |
| ---- | ---------------- | ------------------- | ---------------- |
| 1987 |                  |                     |                  |
| 1988 |                  |                     |                  |
| 1989 |                  | 132e                |                  |
| 1990 |                  | opgave              |                  |
| 1991 |                  | 152e                |                  |
| 1992 |                  |                     |                  |
| 1993 |                  |                     |                  |
| 1994 |                  |                     |                  |

| Jaar | Milaan-San Remo | Gent-Wevelgem | Ronde van Vlaanderen | Parijs-Roubaix | Amstel Gold Race | Parijs-Tours | E3 Harelbeke | Kuurne-Brussel-Kuurne |
| ---- | --------------- | ------------- | -------------------- | -------------- | ---------------- | ------------ | ------------ | --------------------- |
| 1987 |                 |               |                      |                |                  | 115e         |              |                       |
| 1988 |                 |               |                      |                |                  | 56e          |              |                       |
| 1989 |                 |               |                      |                |                  |              | 4e           |                       |
| 1990 | 83e             |               |                      |                | 55e              | 25e          |              | 4e                    |
| 1991 |                 | 75e           |                      | 70e            | 101e             | 12e          | 9e           |                       |
| 1992 | 129e            | 33e           | 43e                  | 19e            |                  | 19e          | 4e           |                       |
| 1993 |                 |               | 87e                  |                | 25e              |              | 12e          |                       |
| 1994 |                 | 76e           | 19e                  |                |                  |              | 15e          |                       |